# Gokyo
O Gokyo é, dentro do Judô, um conjunto de 40 técnicas de projeção criadas diretamente por Jigoro Kano, subdividida em 5 kyos de 8 técnicas cada. Saber determinados kyos é essencial para evolução de faixamento e aperfeiçoamento da arte marcial.